# Josh Matavesi

a Compétitions nationales et continentales officielles uniquement.

b Matchs officiels uniquement.
Dernière mise à jour le 12 janvier 2023.
Joshua Lewis Matavesi dit Josh Matavesi, né le 5 octobre 1990 à Camborne, est un joueur anglais de rugby à XV d'origine fidjienne. Il peut jouer au poste de demi d'ouverture, de centre ou d'arrière. International fidjien, il joue avec le club japonais des Toyota Industries Shuttles Aichi depuis 2021.

## Biographie
Josh Matavesi est né à Camborne dans le comté de Cornouailles en Angleterre. Sa mère est anglaise tandis que son père, Sireli Matavesi, est originaire des Fidji. Il déclare s'identifier comme un Fidjien-Cornouaillais. Il est le frère aîné du talonneur Sam Matavesi, lui aussi international fidjien. Il est également le frère aîné de Joel Matavesi, ancien joueur professionnel, évoluant aujourd'hui au Redruth RFC (en).
Son père, est ancien joueur de rugby à XV qui s'est installé en Angleterre à la fin des années 1980, après avoir disputé sur place une tournée avec les Barbarians fidjien. Il a ensuite travaillé dans une mine d'étain, tout en jouant avec le Camborne RFC (en).
La mère de Josh, Karen, se suicide alors qu'il n'est âgé que de treize ans. Il est alors élevé par son père seul, et participe à l'éducation de ses deux jeunes frères Sam et Joel.

## Carrière

### En club
Josh Matavesi commence à jouer au rugby lors de son enfance au sein du club de sa ville natale, le Camborne RFC (en), où a évolué son père. Il rejoint en 2008 le Mounts Bay RFC (en) basé à Penzance, tout en suivant sa scolarité à Truro,. Il fait ses débuts en senior avec ce club, évoluant en National League 2 South (en) (quatrième division anglaise), lors de la saison 2008-2009.
Après moins d'une saison avec Mounts Bay, il rejoint les Exeter Chiefs en RFU Championship (deuxième division),. Il joue son premier match le 25 avril 2009 contre les Doncaster Knights. En 2009-2010, il participe à la promotion de son club en Premiership, après une victoire en finale d'accession face à Bristol. La saison suivante, il fait quelques apparitions avec son équipe en Coupe anglo-galloise et en Challenge européen.
Peu utilisé par Exeter, Matavesi est libéré en cours de saison pour rejoindre le club français du Racing Métro 92 en mars 2011 en qualité de joker médical de Juan Martín Hernández. Matavesi ne joue aucun match lors sa courte pige, mais voit son contrat être immédiatement prolongé pour deux saisons supplémentaires,. La saison suivante, il joue onze matchs avec le club francilien, dont huit en Top 14.
En 2012, il décide de quitter le Racing un an avant le terme de son contrat pour retourner jouer en Angleterre avec les Worcester Warriors en Premiership,. Avec cette équipe, il s'impose comme le titulaire habituel au poste de premier centre,.
Après deux saisons à Worcester, alors que le club est relégué en Championship, il rejoint la province galloise des Ospreys en Pro 12. Il joue trois saisons avec cette équipe, avec qui il devient rapidement un cadre.
En 2017, il fait son retour dans le championnat anglais avec les Newcastle Falcons, où il retrouve son frère cadet Joel. Avec le club novocastrien, il joue deux saisons en Premiership sans arriver à s'imposer, avant la relégation du club en Championhsip en 2019. Il débute donc la saison 2019-2020 en deuxième division, avant d'être libéré de son contrat en janvier 2020.
À son départ de Newcastle, Matavesi rejoint en cours de saison le club de Bath Rugby en Premiership, où il compense le départ de Jamie Roberts. Il joue une saison et demie avec ce club, retrouvant un statut de titulaire. En septembre 2021 il annonce quitter Bath pour rejoindre le championnat japonais et les Toyota Industries Shuttles Aichi, où il affirme connaître une importante revalorisation salariale, lui permettant d'assurer son après carrière,.

### En équipe nationale
Né en Angleterre, Josh Matavesi est d'abord dans le giron de la fédération anglaise, et se voit être sélectionné avec l'équipe d'Angleterre des moins de 20 ans en 2008 pour préparer le Tournoi des Six Nations des moins de 20 ans 2009. Il ne joue finalement aucun match, et fait finalement le choix de représenter l'équipe junior fidjienne plus tard la même année,. En 2010, il dispute le Championnat du monde junior 2010 avec les Fidji,.
Il obtient sa première cape internationale avec les Fidji à l'âge de 19 ans, à l'occasion d’un test-match contre l'équipe d'Écosse le 14 novembre 2009, étant titularisé au poste d'arrière,.
En 2011, il est considéré par le staff fidjien pour préparer la Coupe du monde en Nouvelle-Zélande, mais il décide de décliner la sélection pour rester jouer en club avec le Racing Métro 92,. En effet le club français verse à Matavesi, ainsi qu'à ses coéquipiers Sireli Bobo et Jone Qovu, une importante prime afin qu'ils renoncent à participer au mondial. Cette action illégale dans le règlement international provoque une importante polémique dans la sphère du rugby,.
Matavesi fait son retour en sélection en 2012, et bien qu'il joue essentiellement au centre en club, il devient une option régulière au poste de demi d'ouverture avec les Fidji,.
Il fait partie du groupe fidjien sélectionné pour participer à la Coupe du monde 2015 en Angleterre. Il dispute deux matchs en tant que remplaçant lors de la compétition, contre le pays de Galles et l'Uruguay. Considéré comme la doublure de Ben Volavola, il ne joue que 21 minutes lors du tournoi, et déclarera après coup avoir été déçu par son faible temps de jeu,.
Après le mondial, il connaît une unique en sélection en 2016 contre l'Angleterre, avant d'être absent de la sélection pendant près de trois ans.
En mai 2018, il est invité à jouer avec les Barbarians pour un match face à l'Angleterre,. Il participe à la spectaculaire victoire de son équipe, sur le score de 63 à 45.
Il fait son retour avec les Flying Fijians en juillet 2019, à l'occasion d'un match face aux Māori All Blacks.
Plus tard en 2019, il est retenu par le sélectionneur John McKee pour disputer la Coupe du monde au Japon. Toujours doublure de Ben Volavola, il dispute deux rencontres dont une titularisation face à l'Uruguay, pour un match que son équipe perd à la surprise générale,.
Au terme du mondial japonais, il annonce mettre un terme à sa carrière internationale, avec un bilan de 24 sélections et 52 points marqués.

## Palmarès

### En club
- Vainqueur du RFU Championship en 2010 avec les Exeter Chiefs.

### En équipe nationale
En Pacific Nations Cup : 
- Champion (1) : 2015.

## Statistiques en équipe nationale
- 24 sélections[3].
- 52 points : un essai, seize transformations et cinq pénalités.
- Sélections par année : 3 en 2009, 2 en 2010, 1 en 2012, 2 en 2014, 8 en 2015, 1 en 2016, 7 en 2019.

Participations à la Coupe du monde :
- 2015 : 2 sélections (pays de Galles, Uruguay)
- 2019 : 2 sélections (Uruguay, Géorgie)